# EMD F40PH
EMD F40PH(영어: EMD F40PH)는 미국 일렉트로 모티브 디젤, 제너럴 모터스, 제너럴 모터스 디젤에서 개발한 디젤 및 전기 기관차로 미국의 철도 기업인 암트랙의 발주로 개발되었고 1975년부터 1992년까지 1차분이 생산된데 이어 1991년부터 2000년까지 2차분이 생산되었다. 현재 운용하고 있는 회사는 미국의 철도 기업인 암트랙 외에도 다수의 북아메리카 철도 회사가 이 기종을 운용하고 있다.

## 사진

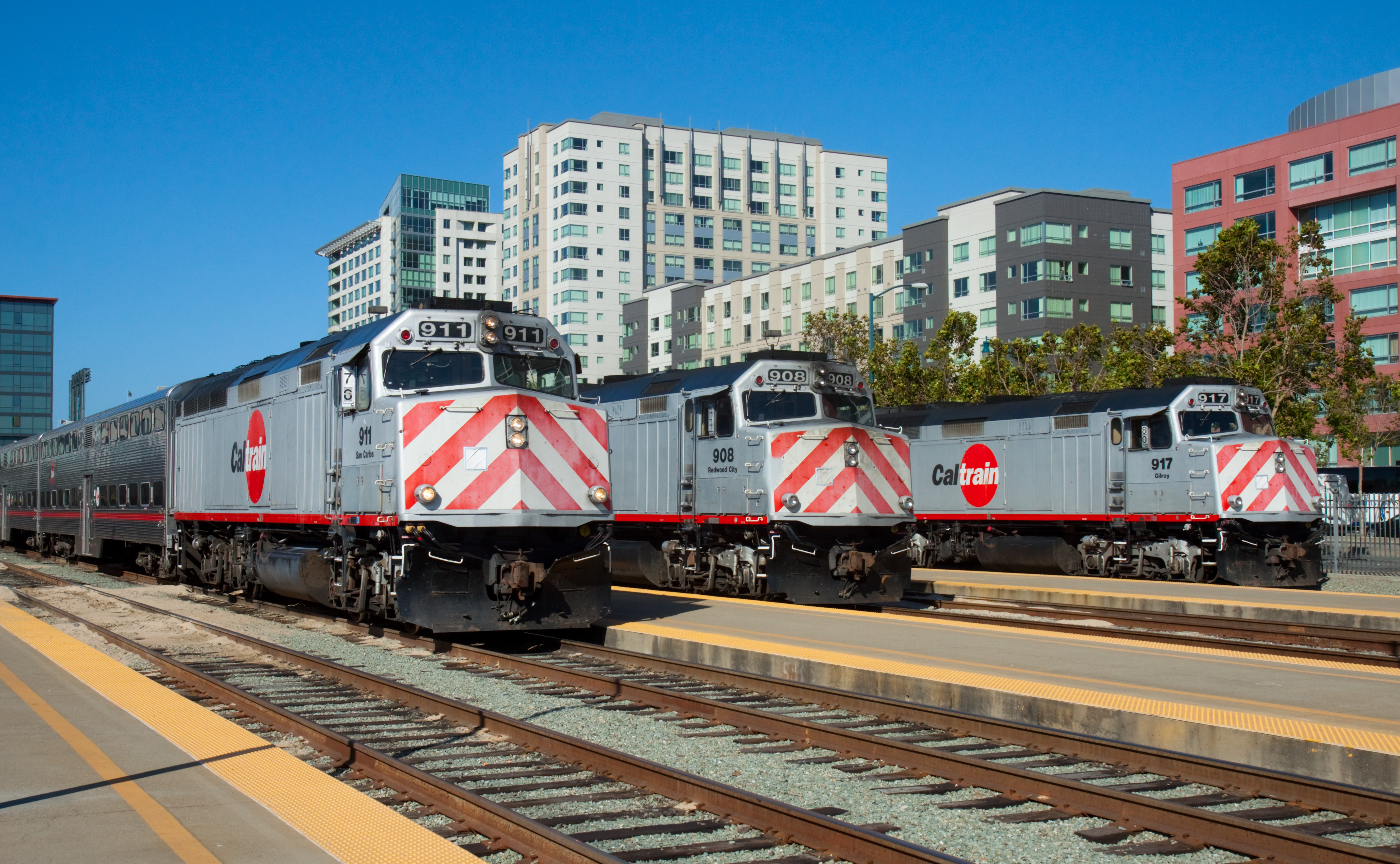
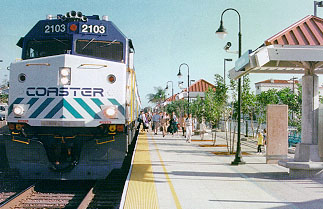
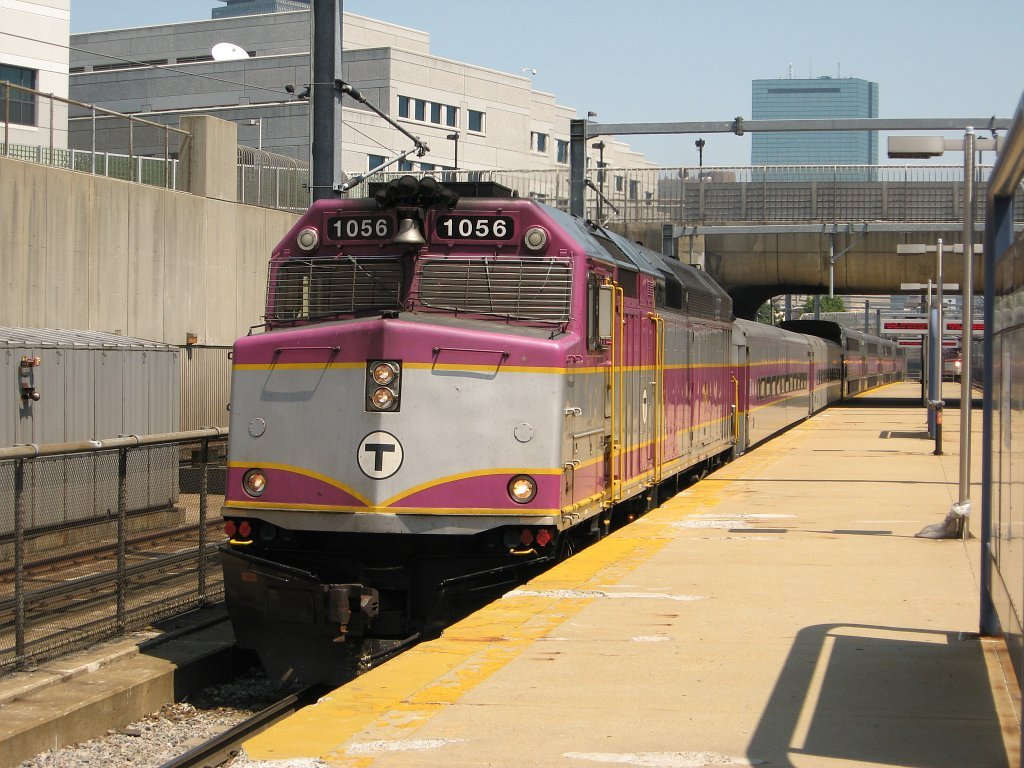
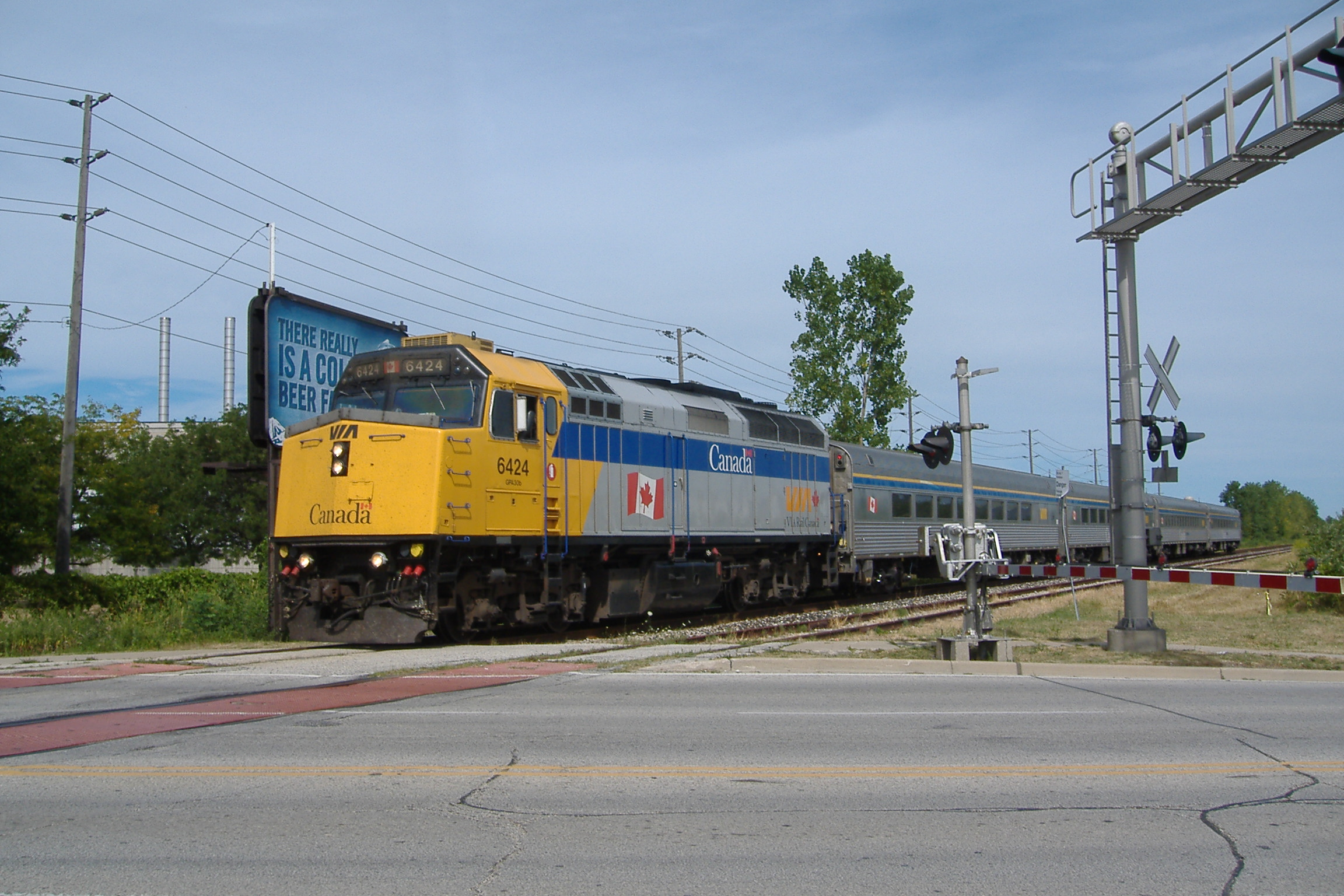
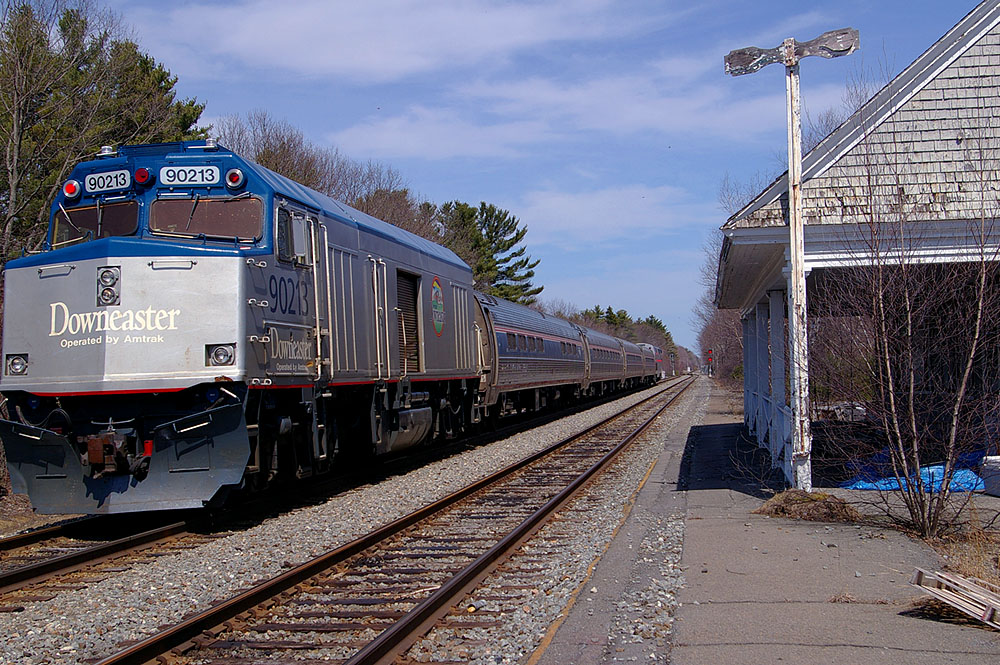
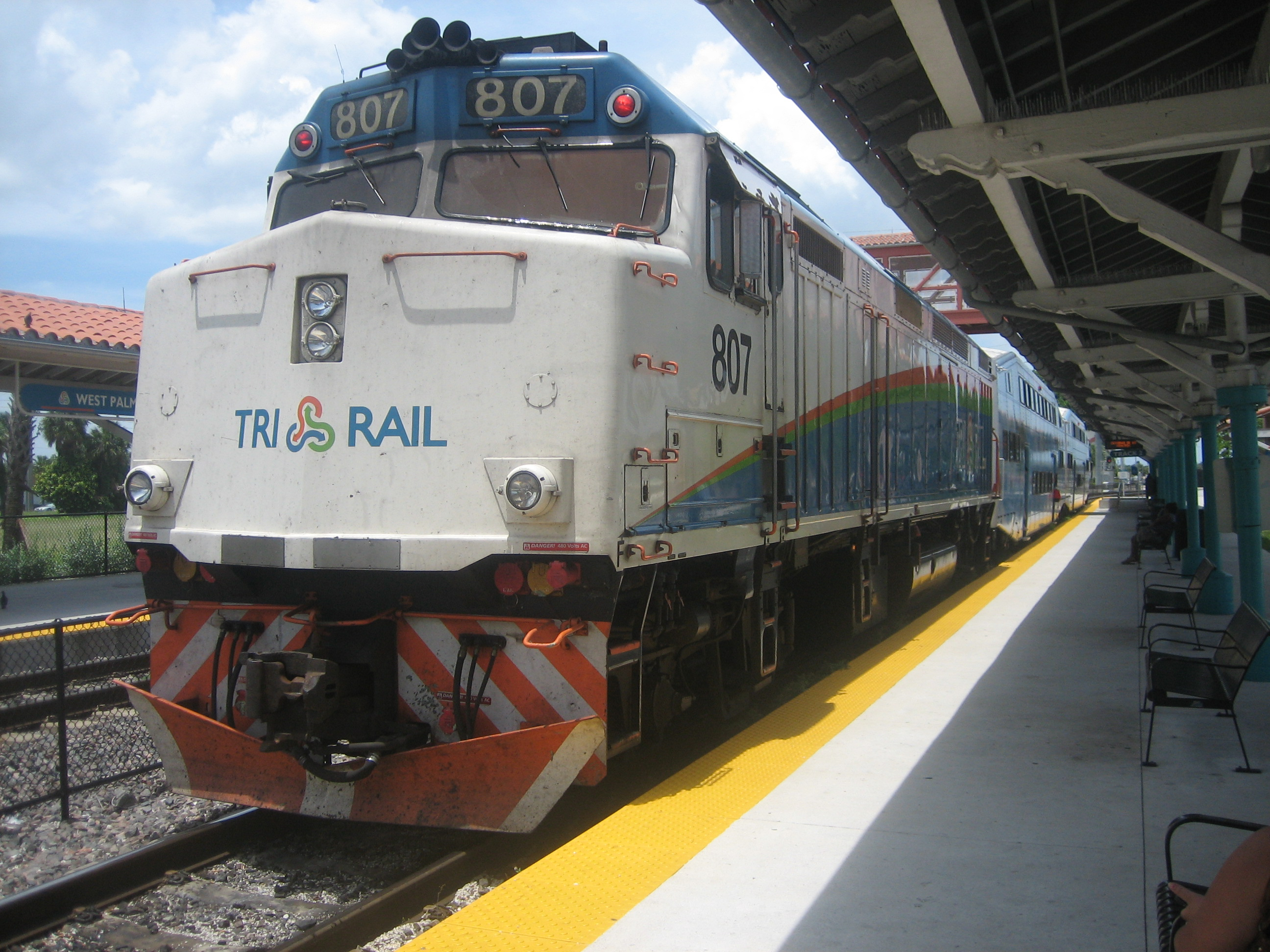